# 887 Алінда
887 Алінда (887 Alinda) — астероїд головного поясу, відкритий німецьким астрономом Максом Вольфом 3 січня 1918 року в обсерваторії Гайдельберг-Кенігштуль. 3 січня 1918 року.
Тіссеранів параметр щодо Юпітера — 3,221.
9 січня 2025 року астероїд 887 Алінда пролетів повз Землю на відстані близько 12 млн км, що в 32 рази більше відстані до Місяця. Наступного разу 887 Алінда знову підійде до Землі на відстань приблизно 24 млн км 25 січня 2087 року.